# Scottish League One
La Scottish League One è la terza divisione del campionato scozzese di calcio, e ha assunto il nome attuale nel 2013 cambiando quello originale di Scottish Second Division ispirandosi al modello inglese.
Vi partecipano 10 squadre che si affrontano per 4 volte. Il sistema dei punti è quello tradizionale: 3 punti per la vittoria, 1 per il pareggio e 0 per la sconfitta. La prima classificata viene promossa in Championship, l'ultima retrocede in League Two.
La seconda, la terza e la quarta classificate spareggiano con la nona classificata in Championship. La vincente di queste 4 sarà in Championship l'anno successivo. Lo stesso discorso vale per la penultima coi club della serie inferiore.

## Storia
Una Third Division fu inaugurata nella stagione 1923-1924, in seno alla Scottish Football League, della quale rappresentava il terzo livello. Vi prendevano parte 16 squadre, per la maggior parte rappresentanti di piccoli centri e fu vinta dall'Arthurlie. Anche la seconda classificata, l'East Stirlingshire, ottenne la promozione in Second Division, dalla quale retrocessero Vale of Leven e Lochgelly United. Nella stagione 1924-1925, problemi finanziari costrinsero il Dumbarton Harp a ritirarsi dal campionato, venendo rimpiazzato dal Leith Athletic. Nithsdale Wanderers e Queen of the South ottennero la promozione, sostituite da Johnstone e Forfar Athletic, le ultime due classificate della divisione superiore. Ma i problemi che affliggevano il campionato non furono superati e così la stagione successiva fu anche l'ultima. Il torneo non venne nemmeno terminato, a causa della situazione finanziaria di molti club, solamente uno di essi, lo Helensburgh, fu in grado di completare tutte le 30 partite della stagione. Il Forfar Athletic, giunto terzo in classifica, fu l'unica squadra ammessa alla successiva edizione della Second Division, tutti gli altri club tornarono a disputare tornei regionali.
Bisogna aspettare il secondo dopoguerra perché la Scottish Football League sentisse l'esigenza di attivare nuovamente un campionato al di sotto della Second Division. Nella stagione 1946-1947 nacque la Scottish League Division C, un torneo composto da 10 squadre, tre delle quali erano le seconde formazioni di Dundee, St. Johnstone e Dundee United e non potevano essere promosse in Division B. Il campionato fu vinto dallo Stirling Albion, che fu promosso unitamente al Leith Athletic, giunto terzo dietro al Dundee 'A'. L'anno seguente il torneo fu esteso a 12 club e le squadre riserva erano già diventate 7; titolo e promozione andarono all'East Stirlingshire. Nel 1948-1949, invece, fu il Forfar Athletic a conquistare il pass per la Division B.
Nel 1949-1950 la Division C fu divisa in due raggruppamenti territoriali, denominati South-East (poi ribattezzato North-East) e South-West e la presenza delle formazioni riserva dei club di Division A fu notevolmente ampliata. Hibernian e Clyde furono le vincitrici dei due raggruppamenti, l'anno seguente gli Hearts si imposero a nord, mentre il Clyde si confermò campione a sud. Dundee e Rangers furono i vincitori dell'edizione 1951-1952, mentre nel 1952-1953, quando i Gers si confermarono nel raggruppamento meridionale, fu l'Aberdeen ad imporsi in quello settentrionale.
Nessuna di queste formazioni venne promossa nel campionato superiore. L'unica squadra ad ottenere una promozione in Division B fu il Brechin City nella stagione 1953-1954, mentre i Rangers conservarono la supremazia nel gruppo South-East.
Dopo la vittoria di Aberdeen e Partick Thistle, al termine della stagione 1954-1955 il campionato di Division C fu abolito e cinque club (Montrose, East Stirlingshire, Berwick Rangers, Dumbarton e Stranraer) furono ammessi alla Division B. Tutte le altre squadre tornarono allo status amatoriale.

### Il campionato attuale
La Scottish Second Division fu creata nel 1975 come parte di un'ampia ristrutturazione della Scottish Football League (SFL). Fino al 1975 la SFL era divisa in due divisioni (Division One and Division Two). La ristrutturazione consistette nel passaggio a un sistema a tre tornei: il primo rinominato Premier Division, il secondo First Division e il terzo Second Division. Il tutto avvenne senza cambiare il totale dei club, ma abolendo il girone unico a favore di quello doppio diminuendo le squadre per campionato per renderlo più omogeneo. Nel 1994 fu creata anche un quarto torneo, la Third Division, sempre scremando ancor più le partecipanti.
Dopo che nel 1998 fu creata la Scottish Premier League (SPL), la Second Division divenne il secondo livello della SFL, pur rimanendo il terzo torneo del calcio scozzese. Nel 2013 la SFL e la SPL si fusero dando vita alla Scottish Professional Football League (SPFL). La SPFL nominò Scottish League One il terzo torneo, andando così a sostituire la Scottish Second Division.

## Competizione
Dal 1994 la competizione consiste di dieci squadre. Dal 1994 al 2005 le prime due squadre classificate sono state promosse in First Division, mentre le ultime due sono state retrocesse in Third Division. A partire dal 2006 sono stati istituiti i playoff promozione. La prima classificata viene promossa direttamente nella serie superiore (First Division fino al 2013, Championship dal 2013), mentre la seconda promozione viene decisa dai playoff tra la seconda, la terza e la quarta classificata con la nona classificata della serie superiore (First Division fino al 2013, Championship dal 2013). La squadra ultima classificata viene retrocessa direttamente nella serie inferiore (Third Division fino al 2013, League Two dal 2013), mentre la nona classificata partecipa ai playoff promozione con la seconda, la terza e la quarta della serie inferiore (Third Division fino al 2013, League Two dal 2013).

## Partecipanti stagione 2024-2025
- Alloa Athletic
- Annan Athletic
- Arbroath
- Cove Rangers
- Dumbarton
- Inverness
- Kelty Hearts
- Montrose
- Queen of the South
- Stenhousemuir

## Albo d'oro
Si riportano gli esiti delle stagioni da quando la Second Division è diventata il terzo livello del campionato di calcio scozzese:

### Scottish League Second Division (1975–2013)
| Anno    | Campione           | Altre promozioni            |
| ------- | ------------------ | --------------------------- |
| 1975-76 | Clydebank          | Raith Rovers                |
| 1976-77 | Stirling Albion    | Alloa Athletic              |
| 1977-78 | Clyde              | Raith Rovers                |
| 1978-79 | Berwick Rangers    | Dunfermline                 |
| 1979-80 | Falkirk            | East Stirlingshire          |
| 1980-81 | Queen's Park       | Queen of the South          |
| 1981-82 | Clyde              | Alloa Athletic              |
| 1982-83 | Brechin City       | Meadowbank Thistle          |
| 1983-84 | Forfar Athletic    | East Fife                   |
| 1984-85 | Montrose           | Alloa Athletic              |
| 1985-86 | Dunfermline        | Queen of the South          |
| 1986-87 | Meadowbank Thistle | Raith Rovers                |
| 1987-88 | Ayr Utd            | St. Johnstone               |
| 1988-89 | Albion Rovers      | Alloa Athletic              |
| 1989-90 | Brechin City       | Kilmarnock                  |
| 1990-91 | Stirling Albion    | Montrose                    |
| 1991-92 | Dumbarton          | Cowdenbeath                 |
| 1992-93 | Clyde              | Brechin City                |
| 1993-94 | Stranraer          | -                           |
| 1994-95 | Morton             | Dumbarton                   |
| 1995-96 | Stirling Albion    | East Fife                   |
| 1996-97 | Ayr Utd            | Hamilton Academical         |
| 1998-99 | Livingston         | Inverness                   |
| 1999-00 | Clyde              | Alloa Athletic, Ross County |
| 2000-01 | Partick Thistle    | Arbroath                    |
| 2001-02 | Queen of the South | Alloa Athletic              |
| 2002-03 | Raith Rovers       | Brechin City                |
| 2003-04 | Airdrie Utd        | Hamilton Academical         |
| 2004-05 | Brechin City       | Stranraer                   |
| 2005-06 | Gretna             | Partick Thistle             |
| 2006-07 | Greenock Morton    | Stirling Albion             |
| 2007-08 | Ross County        | Airdrie Utd                 |
| 2008-09 | Raith Rovers       | Ayr Utd                     |
| 2009-10 | Stirling Albion    | Cowdenbeath                 |
| 2010-11 | Livingston         | Ayr Utd                     |
| 2011-12 | Cowdenbeath        | Dumbarton, Airdrie Utd      |
| 2012-13 | Queen of the South | Alloa Athletic              |

### Scottish League One (2013-)
| Anno    | Campione        | Altre promozioni    |
| ------- | --------------- | ------------------- |
| 2013-14 | Rangers         | Cowdenbeath         |
| 2014-15 | Greenock Morton | -                   |
| 2015-16 | Dunfermline     | Ayr Utd             |
| 2016-17 | Livingston      | Brechin City        |
| 2017-18 | Ayr Utd         | Alloa Athletic      |
| 2018-19 | Arbroath        | -                   |
| 2019-20 | Raith Rovers    | -                   |
| 2020-21 | Partick Thistle | -                   |
| 2021-22 | Cove Rangers    | Queen's Park        |
| 2022-23 | Dunfermline     | Airdrieonians       |
| 2023-24 | Falkirk         | Hamilton Academical |
| 2024-25 | Arbroath        |                     |